# 안혜경 (음악가)
안혜경은 대한민국의 음악가이다.
안혜경은 이화여자대학교 성악과를 졸업하였고, 음악 교사 생활을 하다가 결혼과 함께 퇴직하였으며, 이후 여성, 환경, 사회, 반전, 평화와 관련된 내용의 노래를 주로 부르는 가수로서 활동하였다. 1997년 페미니즘 록 밴드 '마고'를 결성하여 활동하였고, 이후 라틴음악에 빠져 라틴밴드 '라 아마손'의 리더로서 활동했다. 여성단체, 대학, 환경단체, 시민단체 등의 초청 공연에 자주 출연했다.
성악을 전공한 대학 시절에 '민주', '까치길' 등을 발표하며 저항 음악에 눈떴으며, 여성주의에 관심을 갖게 된 것은 결혼 후였다. 1987년 한국여성민우회 창립 발기인으로 참여하기도 하였던 안혜경은 "여성주의 노래는 문제를 겪고 느끼고 있는 여성들만이 만들 수 있다고 생각했다. 1984년 결혼하면서 가정에서조차 여성으로서의 한계를 느끼게 된 것도 여성운동에 관심을 갖게 된 계기가 되었다. 부부싸움에서 단서를 얻어 만든 노래도 있다. 결혼을 하고 아이를 가지면서 여성의 차별적인 지위에 관심을 갖게 됐다. 1992년 1집 '환경과 여성'을 발표하면서 본격적으로 페미니즘 음악에 뛰어들었다"라고 설명했다.
'기지촌 여성과 혼혈아를 위한 기금마련 콘서트,'가정폭력방지법제정 기금마련 재즈콘서트' 등 여성의 권익 보호를 위해 다양한 활동을 했다. 2001년에 한국여성단체연합은 '세계 여성의 날'(3월 8일)을 앞두고 여성의 권익을 신장시킨 '디딤돌' 5팀을 선정했는데, 여성주의 시각에서 노래를 만들고 불러 온 안혜경도 올해의 '여성권익 디딤돌'로 선정되었다. 2005년에는 여성문화예술기획의 상임대표가 되어 서울국제여성영화제를 주관하는 일에도 참여하였다.
2005년에는 뮤지컬 《메노포즈》에 제자였던 배우 전수경과 함께 출연하기도 하였는데, 이 뮤지컬에서 안혜경은 1960년대를 동경하는 히피족 역을 맡았다. 이 뮤지컬 출연에 대해 안혜경은 "폐경이라는 주제가 오히려 건강하다 싶어 욕심을 부렸다. 폐경에 대해 보통 쉬쉬하고 각자의 방에서 끙끙거리는데, 여성의 통과의례를 떳떳이 드러내놓고 이야기하는 것이 옳다"라고 말했다.